# Arneburg
Arneburg is een gemeente (Stadt) in de Duitse deelstaat Saksen-Anhalt, gelegen in de Landkreis Stendal. De gemeente telt 1.472 inwoners.

## Indeling gemeente
De volgende Ortsteile maken deel uit van de gemeente:

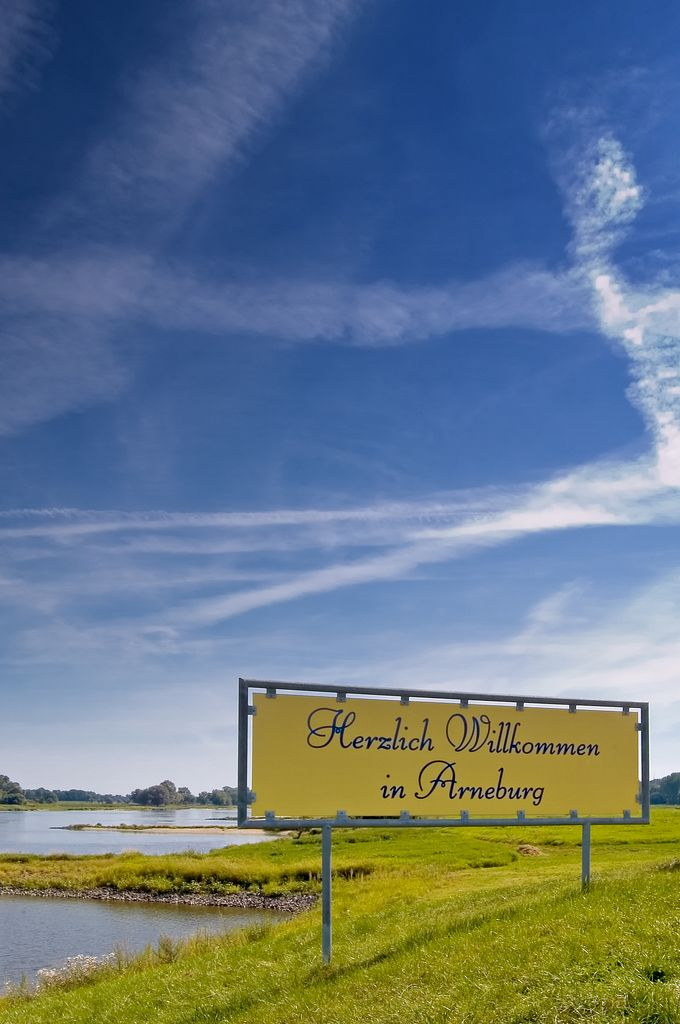
Welkomsbord en landschap

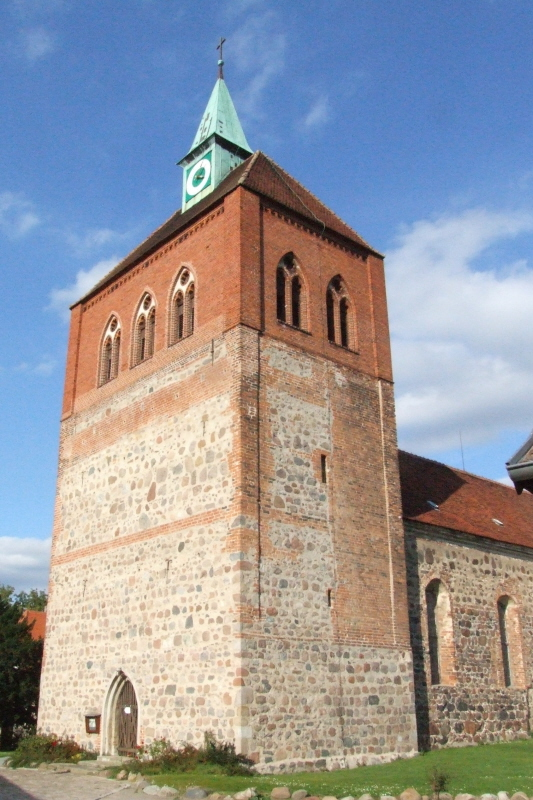
St. Georg Kirche in Arneburg

- Beelitz
- Bürs
- Dalchau

Aland ·
Altmärkische Höhe ·
Altmärkische Wische ·
Arneburg ·
Bismark (Altmark) ·
Eichstedt (Altmark) ·
Goldbeck ·
Hassel ·
Havelberg ·
Hohenberg-Krusemark ·
Iden ·
Kamern ·
Klietz ·
Osterburg (Altmark) ·
Rochau ·
Sandau (Elbe) ·
Schollene ·
Schönhausen (Elbe) ·
Seehausen (Altmark) ·
Stendal ·
Tangerhütte ·
Tangermünde ·
Vinzelberg ·
Werben (Elbe) ·
Wust-Fischbeck ·
Zehrental